# 김나현 (레이싱 모델)
김나현(1984년 12월 25일 ~ )은 대한민국의 레이싱 모델이다.

## 경력
- 2008년 금호타이어 레이싱모델
- 2009년 서울모터쇼 현대자동차 모델
- 2009년 서울오토살롱 ECSTA 모델
- 2009년 GT 마스터즈 레이싱모델
- 2010년 CJ 티빙닷컴 슈퍼레이스 챔피언쉽 레이싱모델
- 2011년 티빙슈퍼레이스 챔피언쉽 레이싱모델

## 에어빙모델
- 2012년 쉐보레 레이싱모델
- 2012년 KSRC코리아 스쿠터레이스 챔피언쉽 레이싱모델
- 2013년 서울모터쇼 레이싱모델

## 수상
- 2011년 아시아모델상 시상식 한국모델협회상
- 2012년 아시아모델시상식 모델상